# Дударево (Гомельская область)
Дударево (бел. Дударава) — посёлок в Рассветовском сельсовете Добрушского района Гомельской области Республики Беларусь.
Дударево находится в 5 километрах от Добруша

## География

### Гидрография
Расположен водоём.

## Транспортная система
Автомобильная трасса Гомель — Добруш.
В 1,6 км на северо-запад расположена железнодорожная платформа Дударево. 

## Население

### Численность
- 2004 год — 36 дворов, 85 жителей

### Динамика
- 1940 год — 40 дворов, 210 жителей
- 1959 год — 152 жителя (согласно переписи)
- 2004 год — 36 дворов, 85 жителей